# 68e division d'infanterie (Allemagne)
Pour les articles homonymes, voir 68e division d'infanterie.
La  68e division d'infanterie (en allemand : 68. Infanterie-Division ou 68. ID) est une des divisions d'infanterie de l'armée allemande (Wehrmacht) durant la Seconde Guerre mondiale.

## Création
La 68. Infanterie-Division est formée le 26 août 1939 à Guben dans le Wehrkreis III en tant qu'élément de la 2. Welle (2e vague de mobilisation).
Après avoir subi de lourdes pertes en automne 1943 lors du repli de Kiev à Jytomyr, elle est retirée vers la Pologne. Elle est réaménagée en février 1944 dans le cadre de la 24. Welle à partir de la Schatten-Division Demba. La division se rend à l'Armée Rouge en mai 1945 à Jägerndorf dans les Sudètes.

## Organisation

### Commandants
| Date                                  | Grade           | Commandant        |
| ------------------------------------- | --------------- | ----------------- |
| 1er septembre 1939 - 14 novembre 1941 | Generalleutnant | Georg Braun       |
| 16 novembre 1941 - 24 janvier 1943    | Generalleutnant | Robert Meißner    |
| 24 janvier 1943 - 25 octobre 1943     | Generalleutnant | Hans Schmidt      |
| 25 octobre 1943 - 8 mai 1945          | Generalleutnant | Paul Scheuerpflug |

## Théâtres d'opérations
- Pologne : Septembre 1939 - Mai 1940
  - 1er septembre au 6 octobre 1939 : campagne de Pologne
- France : Mai 1940 - Juin 1941
- front de l'Est, secteur Sud : Juin 1941 - Septembre 1944
  - 5 juillet au 23 août 1943 : bataille de Koursk
- Slovaquie et Pologne : Septembre 1944 - Janvier 1945
- Silésie : Janvier 1945 - Mai 1945

## Ordres de bataille
1939
- Infanterie-Regiment 169
- Infanterie-Regiment 188
- Infanterie-Regiment 196
- Artillerie-Regiment 168
- Feldersatz-Bataillon 168
- Pionier-Bataillon 168
- Panzerabwehr-Abteilung 168
- Aufklärungs-Abteilung 168
- Infanterie-Divisions-Nachrichten-Abteilung 168
- Infanterie-Divisions-Nachschubführer 168

1944
- Grenadier-Regiment 169
- Grenadier-Regiment 188
- Grenadier-Regiment 196
- Divisions-Füsilier-Bataillon 68
- Artillerie-Regiment 168
- Pionier-Bataillon 168
- Panzerjäger-Abteilung 168
- Infanterie-Divisions-Nachrichten-Abteilung 168
- Kommandeur der Infanterie-Divisions-Nachschubtruppen 168

## Décorations
Des membres de cette division ont été récompensés à titre personnel pour leurs faits de guerre:
- Agrafe de la liste d'honneur
  - 14
- Croix allemande
  - en Or : 65
  - en Argent : 2
- Croix de chevalier de la Croix de fer
  - 14